# Limnodynastes dumerilii
Limnodynastes dumerilii is een kikker uit de familie Limnodynastidae (vroeger: Myobatrachidae). De soort werd voor het eerst wetenschappelijk beschreven door Wilhelm Peters in 1863. Later werd de wetenschappelijke naam Limnodynastes bibronii gebruikt.
Zowel de soort als de familie hebben nog geen Nederlandse naam. Er zijn 5 ondersoorten die allemaal iets afwijken in uiterlijk en verspreidingsgebied, maar soms ook in levenswijze.

## Uiterlijke kenmerken
De kleur van deze tot 7 tot 8 centimeter lange kikker is bruin tot bruingrijs of olijfgroen, de huid is zeer wratterig en het gedrongen uiterlijk doet sterk denken aan padden. De onregelmatige lichte en donkere bruine vlekken verschillen per exemplaar, maar kenmerkend is de dikke, witte en soms onderbroken streep die loopt onder het oog tot boven de voorpoot, en een vlek in dezelfde kleur op de achterzijde van de achterpoot. De flanken hebben een blauwe tot grijze kleur, de onderzijde is wit.

## Verspreiding en habitat
Limnodynastes dumerilii komt voor in Australië, en alleen in de uiterst zuidoostelijke kuststrook van New South Wales en in grote delen van het noorden en oosten van het eiland Tasmanië. In Nieuw-Zeeland is de soort geïntroduceerd.
Limnodynastes dumerilii is een gravende soort, die zich overdag en bij droogte ingraaft en pas bij regen tevoorschijn komt, waarbij de kikkers massaal te zien zijn. Er is bekend dat er ook ondergronds gekwaakt wordt. De soort leeft in bossen, regenwouden, graslanden en allerlei andere biotopen, vaak in de buurt van stromend of stilstaand water.

## Voortplanting en ontwikkeling
De mannetjes kwaken in holletjes bij de waterkant of drijvend in het water. De ongeveer 4000 eitjes worden meestal in een enkel, drijvend schuimnest afgezet. De kikkervisjes ontwikkelen zich afhankelijk van de watertemperatuur, bij hogere temperaturen in 4 tot 5 maanden, bij lagere temperaturen een jaar tot 15 maanden.